# 蘭 (モデル)
蘭（らん、1995年〈平成7年〉10月28日 - ）は、日本のファッションモデル、タレント、元レースクイーン。
神奈川県平塚市出身。プラチナムプロダクション所属。三人兄弟で兄と弟がいる。

## 略歴
高校時代に渋谷で現在の事務所にスカウトされたが、即デビューには至らなかった。その後2014年『D'stationフレッシュエンジェルズ』としてSUPER GTのレースクイーンを務め、それ以降はモデル、タレントとして地道な活動を行っている。
2018年秋、バラエティ番組『水曜日のダウンタウン』の企画「モンスターハウス」に出演。クロちゃんからの告白の末にフラれる結果となり、放送後は大きな話題となる。
2019年、同じ事務所の河辺ほのかと共に「K-1 GIRLS team K-1」としてラウンドガール活動を行い、2020年も河辺と共に続投している。

## 人物
- 本名は「渡辺蘭」[2]だが、同姓同名のフリーアナウンサーが存在していた為、名字を外して「蘭」を芸名とした。歴代のフレッシュエンジェルズにおいて、芸名に名字がないメンバーは蘭が唯一である（2021年現在）。
- 趣味はスノーボード[動画 1]。
- 同じ事務所の八鍬有紗と仲が良く2019年6月からは「Babyeees!!」（ベイビーズ）と題したYouTubeチャンネルでも活動している。また同事務所の菅原樹里亜[8]や、フレエンでも共働した小山桃[9][10]とも仲が良い。
- 高校時代はマクドナルドやマツモトキヨシでアルバイトをしたことがある[動画 1]。
- K-1 GIRLSでのキャッチフレーズは「リング・オブ・ハピネス」[7][11]。

## 出演

### レースクイーン
- 2014年：SUPER GT『D'Stationフレッシュエンジェルズ』- 他メンバー：佐崎愛里、小山桃、松瀬結衣[2]

### バラエティ
- モデルプレスナイト（2016年-、Kawaiian for ひかりTV 4K）- 水着モデルとして複数回出演[4]
- 全日本パリピ選手権（2018年、AbemaTV）[12]
- 水曜日のダウンタウン (2018年10月3日-12月28日、TBSテレビ) -恋愛リアリティー企画「モンスターハウス」住人レギュラー
- ダウンタウンのガキの使いやあらへんで!（2022年7月17日、日本テレビ）- とろサーモン久保田七変化[13][14]
- 新しいカギ（2022年9月3日、フジテレビ）- コント「バチェ田バチェ男」[15]

### イベント
- 東京オートサロン2016「トヨタモデリスタ」ブースモデル（2016年1月15日-17日、幕張メッセ）[注 3]
- 東京ゲームショウ2016「Xperia」ブースモデル（2016年9月15日-18日、幕張メッセ）
- 東京オートサロン2017「トヨタモデリスタ」ブースモデル（2017年1月13日-15日、幕張メッセ）[注 4]
- 東京ゲームショウ2017「Xperia」ブースモデル（2017年9月21日-24日、幕張メッセ）
- ニコニコ超会議「5ホール 超パチブース」コンパニオン（2018年4月28日-29日、幕張メッセ）- 小山桃[10]、松山英礼奈[17]と共演
- 東京ゲームショウ2018「セガゲームス」ブースモデル（2018年9月20日-23日、幕張メッセ）- チームソニックレーシングのコスチュームで出演[18][19]
- 関西コレクション2019A/W（2019年8月27日、京セラドーム大阪）[20]

### 広告
- ムラサキスポーツ通販モデル
- ACジャパン（2022年）

### ミュージックビデオ
- SILENT SIREN「吉田さん」（アルバム『S』[注 5]所収、2016年）[21]